# Tyler Alvarez
Tyler Alvarez, né le 25 octobre 1997 à New-York, est un acteur américain connu pour ses rôles sous les rôles de Diego Rueda dans la sitcom pour adolescents Teen Witch de Nickelodeon et Peter Maldonado dans la série American Vandal de Netflix.
Il est également apparu dans la mini-série disponible sur YouTube ¡Me Llamo Alma!, dans le rôle de Miguel.

## Filmographie

### Cinéma
- 2013 : The House That Jack Built : Hector jeune
- 2013 : Brothers in Arms (court-métrage) : Logan
- 2018 : Pretenders de James Franco : Doug
- 2020 : John Henry : Oscar
- 2022 : Crush : Dillon

### Télévision

#### Séries télévisées
- 2014–2015 : Teen Witch : Diego Rueda (85 épisodes)
- 2015 : Talia in the Kitchen : Diego Rueda
- 2015–2017 : Orange Is the New Black : Benny Mendoza (6 épisodes)
- 2017–2018 : American Vandal : Peter Maldonado (16 épisodes)
- 2017 : Bienvenue chez les Huang : Wes
- 2018 : The Fosters : Declan Rivers (5 épisodes)
- 2019 : Veronica Mars : Juan-Diego De La Cruz[3]
- 2020 : L'amour au temps du Corona : Jordan
- 2021 : Mes premières fois : Malcolm Stone (5 épisodes)
- 2022 : Blockbuster : Carlos (10 épisodes)
- 2023 - 2024 : Ghosts : fantômes à la maison : Ralph

#### Téléfilms
- 2014 : Teen Witch: Spellbound : Diego Rueda
- 2017 : Du rêve au cauchemar (High School Lover) : Larry